# János Halmos
 (décembre 2014).
Si vous disposez d'ouvrages ou d'articles de référence ou si vous connaissez des sites web de qualité traitant du thème abordé ici, merci de compléter l'article en donnant les références utiles à sa vérifiabilité et en les liant à la section « Notes et références ».
Dans le nom hongrois Halmos János, le nom de famille précède le prénom, mais cet article utilise l’ordre habituel en français János Halmos, où le prénom précède le nom.
János Halmos, né János Haberhauer en 1847 à Pest et mort en 1907 à Budapest, est un homme politique hongrois qui fut bourgmestre de Budapest de 1897 à 1906.